# Cantón de Metz-Villa-4
El cantón de Metz-Villa-4 era una división administrativa francesa, que estaba situada en el departamento de Mosela y la región de Lorena.

## Composición
El cantón estaba formado por una fracción de la comuna que le daba su nombre:
- Metz (fracción)

## Supresión del cantón de Metz-Villa-4
En aplicación del Decreto nº 2014-183 de 18 de febrero de 2014, el cantón de Metz-Villa-4 fue suprimido el 22 de marzo de 2015 y la fracción de la comuna que le daba su nombre pasó a formar parte del nuevo cantón de Metz-2.